# 최강 합체 믹스마스터
《최강 합체 믹스마스터》는 대한민국의 선우 엔터테인먼트와 싱가포르의 선우 아시아퍼시픽이 《카드왕 믹스마스터》의 후속으로 만든 애니메이션이다.

## 방송 시간
| 방송 채널 | 방송일                             | 방송 시간                      |
| --------- | ---------------------------------- | ------------------------------ |
| KBS 2TV   | 2010년 5월 26일 ~ 2010년 6월 30일  | 수요일 오후 3시 5분 ~ 3시 35분 |
| KBS 2TV   | 2010년 7월 7일 ~ 2011년 3월 16일   | 수요일 오후 4시 30분 ~ 5시     |
| KBS 2TV   | 2011년 6월 23일 ~ 2011년 11월 3일  | 목요일 오후 4시 30분 ~ 5시     |
| KBS 2TV   | 2011년 11월 11일 ~ 2012년 2월 24일 | 금요일 오후 3시 35분 ~ 4시     |
| KBS 2TV   | 2012년 3월 8일 ~ 2012년 3월 29일   | 목요일 오후 4시 5분 ~ 4시 30분 |

## 등장 인물
- 디트
- 레이
- 아링
- 모린, 푸른여우
- 치치, 지나, 히로, 미노, 루나, 은발여인
- 미르
- 앵앵, 에바, 써니
- 니놈
- 바벨, 로파, 에그몬, 비스트몬
- 붉은 기사

## 목소리 출연
- 디트 : 안경진
- 레이 : 강수진
- 아링 : 윤미나
- 모린, 푸른여우 : 박희은
- 치치, 지나, 히로, 미노, 루나, 은발여인 : 오인실
- 미르 : 이현주
- 앵앵, 에바, 써니 : 유지원
- 니놈 : 사성웅
- 바벨, 로파, 에그몬, 비스트몬 : 이광수
- 붉은 기사 : 남도형

## 제작진
- 프로듀서 : 김미경

### 프리 프로덕션
- 시나리오 : 장경희, 이충복, 김형주, 김희연
- 콘티 : 성백엽, 이종경, 방승진, 홍헌표, 고성철, 김기두, 조승현, 주홍수, 이충복, 안영준

### 메인 프로덕션
2차원 애니메이션
- 연출 : 문경진
- 총작감 : 최종기
- 원화 작감 : 박종준
- 파이널 체크 : 조영란
- 색지정 : 안미현
- 레이아웃 · 원화 : 강태룡, 장준경, 김용주, 오은수, 김진광, 신창섭, 하덕주, 이덕호, 정지희, 최영희, 이재욱, 나기철
- 배경 감독 : 강승찬
- 배경 : 노바

이영배, 이지성, 조화진, 배상규, 남상협, 이고은, 윤혜미, 박신하, 강아라
- 동화 : 엑시스

조혜진, 박은주, 지미진, 임형숙, 전혜진, 조명화, 김희정, 김윤정, 우금영, 천경숙, 김보미, 김유영, 양덕진, 이미선, 이현옥, 이희정, 임은주, 원가람, 정은희, 전형준, 조영신, 최성우, 최정순, 최정옥, 최지연, 강상희, 고상희, 강성권, 구경옥, 권은정, 김성진, 김진주, 이종국, 오승환, 유아람, 진남희, 진소희, 조경숙, 최윤희, 황선희, 황희승, 육해협, 이정훈
- 동화 작감 : 윤종호
- 채색팀장 : 이동주, 김호걸
- 채색 : 엑시스

조경화, 홍영주, 박소현, 박원정, 나문희, 김호걸, 이동주, 서창임, 최진희
- 스캔 : 조혜진

3차원 애니메이션
- 3차원 연출 : 이석범
- 애니메이션 : 스튜디오 라온

방정훈, 정병권, 조성규, 엄종혁, 이정섭, 성지원, 임종민
- 모델링 : 김영만, 이필영, 서정도
- 리깅 : 방정훈, 이필영, 김영만
- 라이팅 : 김영만
- 매터리얼 · 텍스처 : 김영만, 김석기
- 촬영 감독 : 권오준
- 촬영 · 합성 · 특수 효과 : 스튜디오 라온

박현흠, 강희진, 이은실, 이광희, 고영윤, 이미경, 황우성, 하종선

### 포스트 프로덕션
더빙 · 녹음
- 녹음 연출 : 프로딕워크 & 프로딕스

박지원
- 녹음 엔지니어 : 이환우, 조현진
- 음악 감독 : 유재광
- 효과 · 믹싱 : 해피뉴이어

조수연, 고승희
주제가 및 음악
- 음악 감독 : 유재광
- 오프닝 : 최강 합체 믹스마스터
  - 작사 : 송지현
  - 작곡 : 유재광
  - 노래 : UV
  - 기타 : 정용민
- 엔딩 : 행운을 빌어줘
  - 작사 : 김미경
  - 작곡 : 유재광
  - 노래 : 안정아
  - 기타 : 정용민
  - 방송순서고지 : 박은영

### 종합 편집
- 편집 감독 : 안영록
- 컴퓨터 그래픽 : 윤영숙
- 연출 : 이순주

## 방송 회차
- 전작과는 달리 부제의 글자수가 대부분 15글자를 넘는 점이 특징이다.

| 회차 | 부제                                                                            | 방송일          |
| ---- | ------------------------------------------------------------------------------- | --------------- |
| 1화  | 어쩌다 마스터헨치를 만나면 망설이지 말고 믹스마스터가 되어라                    | 2010년 5월 26일 |
| 2화  | 믹스마스터 한다고 할 걸 후회 말고 하고 싶다고 솔직하게 마스터헨치에게 얘기해라  | 6월 9일         |
| 3화  | 몬치의 끈적이보다 끈끈한 우정의 힘으로 믹스 합체를 성공시켜라                   | 6월 16일        |
| 4화  | 탱크라이온의 엄청난 속도로 괴로운 기억마저 넘어서라                             | 6월 23일        |
| 5화  | 눈물 젖은 김밥을 배달해본 자만이 탑 마스터가 될 수 있다                         | 6월 30일        |
| 6화  | 믹스마스터 악당을 약올리려면 마스터헨치랑 같이 있을 때 해라                     | 7월 7일         |
| 7화  | 믹스마스터의 가족과 친구들이 이상해지면 악당의 소행은 아닌지 의심해라           | 7월 14일        |
| 8화  | 문 열기 1박 2일이면 수퍼울트라믹스를 성공시킬 수 있다                           | 7월 21일        |
| 9화  | 악당이 된 데는 다 이유가 있겠지만 나쁜 짓을 계속하면 히포그리프로 저지하라      | 7월 28일        |
| 10화 | 세상을 구하는 영웅 믹스마스터들도 가끔은 돈이 필요하다                          | 8월 4일         |
| 11화 | 믹스마스터라면 한 번쯤은 출구 없는 미로를 헤맬 수 있다                          | 8월 11일        |
| 12화 | 친구가 돌이 되어도 솟아날 구멍이 있다                                           | 8월 18일        |
| 13화 | 최강의 마스터헨치는 한 번 정한 자신의 마스터를 끝까지 지킨다                    | 8월 25일        |
| 14화 | 믹스마스터도 싸우면서 큰다 단 화해는 필수                                       | 9월 1일         |
| 15화 | 믹스마스터는 평화의 시기에도 불의를 보면 참지 않는다                            | 9월 8일         |
| 16화 | 친구인지 악당인지 어쨌든 블랙믹스마스터 등장                                    | 9월 15일        |
| 17화 | 엄마가 믹스, 합체, 전투 방법까지 가르쳐 줄 수는 없다                            | 9월 29일        |
| 18화 | 밸런타인데이에는 블랙믹스마스터도 사랑과 우정으로 감싸주자                      | 10월 6일        |
| 19화 | 붉은 기사를 비웃던 푸른 여우도 인간세계에 적응하려면 힘들다                     | 10월 13일       |
| 20화 | 디트를 봐 잘생기지 않아도 믹스마스터를 한다고                                   | 10월 20일       |
| 21화 | 들어는 봤나 귀신잡는 믹스마스터                                                 | 10월 27일       |
| 22화 | 믹스마스터가 기말고사를 망친다고 세계가 멸망하지는 않는다                       | 11월 3일        |
| 23화 | 비밀요원 울프만의 활약 알려지면 절대 안돼                                       | 11월 10일       |
| 24화 | 엄마 아빠와 대화가 부족하면 전투가 시작된다 대화하라                            | 11월 17일       |
| 25화 | 적의 근거지가 너무 쉽게 발견되면 한 번쯤은 의심해 봐                            | 12월 1일        |
| 26화 | 블랙믹스마스터가 되어도 레이는 친구                                             | 12월 8일        |
| 27화 | 레이 없는 믹스마스터는 단팥 없는 찐빵 믹스마스터의 이름으로 레이는 절대 못 바꿔 | 12월 15일       |
| 28화 | 길을 걷다 우연히 믹스존이 보이면 아직 세상은 위기인 거다                        | 12월 22일       |
| 29화 | 영웅이니까 오해도 받을 수 있는 거야                                             | 12월 29일       |
| 30화 | 영웅은 숨으려 하나 시대가 간절히 부르는구나 믹스마스터 생방송 데뷔              | 2011년 1월 5일  |
| 31화 | 순수하고 가녀린 신비의 소녀 앞에 닥친 가혹한 시련 모린을 위해서라면 견뎌내겠어  | 1월 12일        |
| 32화 | 믹스마스터의 이름으로 모든 진실이 밝혀졌을 때 팬들의 사랑도 돌아오는 거야       | 1월 19일        |
| 33화 | 아무리 강한 적을 만난다 해도 후퇴는 없다 다만 뒤돌아 돌격할 뿐                  | 1월 26일        |
| 34화 | 귀엽다고 깔보다간 큰 코 다친다 귀여워도 적은 적일뿐                             | 2월 9일         |
| 35화 | 디트냐 루트냐 그것이 문제로다                                                   | 2월 16일        |
| 36화 | 믹스마스터 가이드 36까지 왔는데 달라진 게 없다면 곤란해 다시 태어나라 디트      | 2월 23일        |
| 37화 | 동료를 위해 내 코어포스를 바쳐야 한다면 아까워하지마 쓰려고 모은 건데 뭐        | 3월 2일         |
| 38화 | 천하는 폐허로 변했는데 영웅은 어디 있는가 돌아오라 믹스마스터                   | 3월 9일         |
| 39화 | 만남이 있으면 헤어짐이 있는 법 그러나 헤어짐이 있으면 또 만남이 있는 법이지     | 3월 16일        |

## 사운드 트랙
| #            | 제목              | 가수         | 재생 시간 |
| ------------ | ----------------- | ------------ | --------- |
| 1.           | 〈Mix Up〉        | UV           | 1분 46초  |
| 2.           | 〈행운을 빌어줘〉 | 안정아       | 1분 34초  |
| 총 재생 시간 | 총 재생 시간      | 총 재생 시간 | 3분 20초  |

## 같이 보기
- 카드왕 믹스마스터(전작)